# Elizabeth Miles
Elizabeth Evelyn Miles (Fresno, 25 de enero de 1955) es una deportista estadounidense que compitió en remo. Ganó dos medallas de plata en el Campeonato Mundial de Remo, en los años 1981 y 1982.

## Palmarés internacional
| Campeonato Mundial | Campeonato Mundial | Campeonato Mundial | Campeonato Mundial |
| Año                | Lugar              | Medalla            | Prueba             |
| ------------------ | ------------------ | ------------------ | ------------------ |
| 1981               | Múnich (RFA)       | Medalla de plata   | Ocho con timonel   |
| 1982               | Lucerna (Suiza)    | Medalla de plata   | Ocho con timonel   |